# Spezielle Lorentz-Transformation
Die speziellen Lorentz-Transformationen (auch Lorentz-Boosts oder nur Boosts), nach Hendrik Antoon Lorentz, sind eine Unterklasse der Lorentz-Transformationen. Sie werden benötigt, um in der speziellen Relativitätstheorie Größen in zwei Bezugssystemen ineinander umzurechnen, deren Koordinatenachsen parallel liegen und die sich mit einer konstanten Geschwindigkeit relativ zueinander bewegen. Formal sind sie diejenigen Lorentz-Transformationen, die keine Raumspiegelung, keine Zeitumkehr und keine Drehung beinhalten. Während sich diese drei Klassen aus ihren klassischen Analoga trivial als Blockdiagonalmatrizen ergeben, verknüpfen die speziellen Lorentztransformationen die zeitartigen und räumlichen Komponenten einer physikalischen Größe.
Für geringe Geschwindigkeiten gehen die speziellen Lorentz-Transformationen in die Galilei-Transformationen über.

## Physikalischer Hintergrund
In der Speziellen Relativitätstheorie werden die klassischen Größen des euklidischen dreidimensionalen Raumes und der (eindimensionalen) Zeit zu einer vierdimensionalen Raumzeit verknüpft. Physikalische Objekte wie dreidimensionale Vektoren und Tensoren höherer Stufe müssen also in vierdimensionale Objekte (Vierervektoren, Vierertensoren) eingefügt werden. Dies geschieht beispielsweise durch die Vereinheitlichung von Ort und Zeit in der Raumzeit {\displaystyle x^{\mu }={\begin{pmatrix}ct&{\vec {x}}\end{pmatrix}}^{T}} oder durch die Kombination der skalaren Größe Energie und der vektoriellen Größe Impuls im Viererimpuls {\displaystyle p^{\mu }={\begin{pmatrix}E/c&{\vec {p}}\end{pmatrix}}^{T}}. Während in der klassischen Physik solche skalaren Größen wie die Energie in jedem Bezugssystem denselben Wert annehmen, ändert sich dies in der Speziellen Relativitätstheorie durch die Verknüpfung der zeitartigen („nullten“) Komponente eines Vierervektors mit dessen räumlichen Komponenten durch die speziellen Lorentz-Transformationen.

## Darstellung
Die speziellen Lorentz-Transformationen können als vierdimensionale Matrizen dargestellt werden, die auf der Raumzeit operieren. In ihrer allgemeinsten Form lautet eine Lorentz-Matrix {\displaystyle \Lambda }, die eine spezielle Lorentz-Transformation zwischen zwei Bezugssystemen, die sich mit einer Geschwindigkeit {\displaystyle {\vec {v}}} zueinander bewegen, beschreibt:
{\displaystyle \Lambda _{\;\;\nu }^{\mu }({\vec {\beta }})={\begin{pmatrix}\gamma &-\gamma \beta _{j}\\-\gamma \beta _{i}&\delta _{ij}+(\gamma -1){\frac {\beta _{i}\beta _{j}}{\beta ^{2}}}\end{pmatrix}}\equiv (\Lambda _{\;\;\nu }'^{\mu })^{-1}}
{\displaystyle \Lambda _{\;\;\nu }'^{\mu }({\vec {\beta }})={\begin{pmatrix}\gamma &\gamma \beta _{j}\\\gamma \beta _{i}&\delta _{ij}+(\gamma -1){\frac {\beta _{i}\beta _{j}}{\beta ^{2}}}\end{pmatrix}}\equiv (\Lambda _{\;\;\nu }^{\mu })^{-1}}
Dabei ist
- {\displaystyle {\vec {\beta }}} die Geschwindigkeit bezogen auf die Lichtgeschwindigkeit {\displaystyle c}, {\displaystyle {\vec {\beta }}={\vec {v}}/c}
- {\displaystyle \gamma } der Lorentz-Faktor, {\displaystyle \gamma =(1-\beta ^{2})^{-1/2}}
- {\displaystyle \delta _{ij}} das Kronecker-Delta

Die Lorentz-Matrix ist eine vierdimensionale Matrix. Um eine Lorentz-Transformation durchzuführen, muss jeder Raumzeit-Index eines Tensors mit einer Lorentz-Matrix kontrahiert werden. Beispielsweise gilt in einem neuen Bezugssystem, in dem alle Größen mit einem Strich gekennzeichnet sind, für die neuen Orts- und Zeitvariablen
{\displaystyle x'^{\mu }=\Lambda _{\;\;\nu }^{\mu }x^{\nu }\Leftrightarrow {\begin{pmatrix}ct'\\x'_{i}\end{pmatrix}}={\begin{pmatrix}\gamma &-\gamma \beta _{j}\\-\gamma \beta _{i}&\delta _{ij}+(\gamma -1){\frac {\beta _{i}\beta _{j}}{\beta ^{2}}}\end{pmatrix}}{\begin{pmatrix}ct\\x_{j}\end{pmatrix}}={\begin{pmatrix}\gamma ct-\gamma \beta _{j}x_{j}\\x_{i}-\gamma \beta _{i}ct+(\gamma -1)\beta _{i}{\frac {\beta _{j}x_{j}}{\beta ^{2}}}\end{pmatrix}}}
oder für Tensoren höherer Stufe, wie den Feldstärketensor
{\displaystyle F'^{\mu \nu }=\Lambda _{\;\;\alpha }^{\mu }\Lambda _{\;\;\beta }^{\nu }F^{\alpha \beta }}.
Die Inverse der Lorentz-Matrix ist die Lorentz-Matrix, in der das Vorzeichen der Geschwindigkeit vertauscht ist: {\displaystyle \Lambda ^{-1}(\beta )=\Lambda (-\beta )} Dies ist insofern verständlich, als dass die Lorentz-Transformation mit umgekehrter Geschwindigkeit wieder in das ursprüngliche Bezugssystem zurück transformiert. Die Lorentz-Matrix hat die Determinante {\displaystyle \det \Lambda =1} und eine positive Komponente {\displaystyle \Lambda _{0}^{0}>0}. Dadurch erhält sie die räumliche und zeitliche Orientierung sowie die Norm. Die Normerhaltung ist definitorisch für die Lorentz-Gruppe, die anderen beiden Eigenschaften haben spezielle Lorentz-Transformationen mit Drehungen gemein.

### Nichtrelativistischer Grenzfall
Im nichtrelativistischen Grenzfall {\displaystyle v\ll c} gehen die speziellen Lorentz-Transformationen in Galilei-Transformationen über. Dies wird ersichtlich, indem man die in {\displaystyle \beta } lineare Näherung wählt, so dass {\displaystyle \gamma \approx 1} ist und die Lorentz-Matrix als
{\displaystyle \Lambda _{\;\;\nu }^{\mu }(\beta )\approx {\begin{pmatrix}1&-\beta _{j}\\-\beta _{i}&\delta _{ij}\end{pmatrix}}}
geschrieben werden kann. Somit ist
{\displaystyle {\begin{pmatrix}ct'\\x'_{i}\end{pmatrix}}\approx {\begin{pmatrix}ct-\beta _{j}x_{j}\\x_{i}-\beta _{j}ct\end{pmatrix}}\approx {\begin{pmatrix}ct\\x_{i}-v_{i}t\end{pmatrix}}}.
In dieser Näherung ist auch die Matrix {\displaystyle \Lambda _{\;\;\nu }'^{\mu }} der inversen Transformation die inverse Matrix zu {\displaystyle \Lambda _{\;\;\nu }^{\mu }}.

### Eindimensionaler Fall
Jede spezielle Lorentz-Transformation entlang einer Richtung {\displaystyle {\vec {\beta }}} kann durch die Drehung des Bezugssystems, eine spezielle Lorentz-Transformation entlang der {\displaystyle x_{1}}-Richtung und eine Drehung zurück beschrieben werden. Da die Koordinatenachsen a priori frei gewählt werden können, ist für viele physikalische Probleme die Reduktion auf den eindimensionalen Fall ausreichend. Für einen Boost in Richtung einer Koordinatenachse {\displaystyle {\vec {e}}_{1}} vereinfacht sich die Transformationsmatrix zu:
{\displaystyle \Lambda ({\vec {\beta }}=\beta {\vec {e}}_{1})={\begin{pmatrix}\gamma &-\beta \gamma &&\\-\beta \gamma &\gamma &&\\&&1&\\&&&1\end{pmatrix}}}
Aus diesem Spezialfall wird deutlich, dass ein Lorentz-Boost nur die zeitartige (nullte) und die räumlichen Komponenten eines Vierervektors entlang der Geschwindigkeitsrichtung verändert, während die Komponenten orthogonal dazu unverändert bleiben.

## Analogien zur Drehung
Unter Einführung der Rapidität {\displaystyle \theta =\operatorname {artanh} \beta } kann der Boost entlang einer Achse als
{\displaystyle \Lambda (\theta ,{\vec {e}}_{1})={\begin{pmatrix}\cosh \theta &\sinh \theta &&\\\sinh \theta &\cosh \theta &&\\&&1&\\&&&1\end{pmatrix}}}
geschrieben werden. In dieser Form ist die Lorentz-Matrix analog zu einer Drehmatrix {\displaystyle R(\alpha )} im euklidischen Raum, die die Drehung um einen Winkel {\displaystyle \alpha } um die {\displaystyle {\vec {e}}_{1}}-Ache beschreibt:
{\displaystyle R(\alpha ,{\vec {e}}_{1})={\begin{pmatrix}1&&&\\&1&&\\&&\cos \alpha &-\sin \alpha \\&&\sin \alpha &\cos \alpha \end{pmatrix}}}.
In dieser Schreibweise kann ein Boost als eine Art Drehung in einer nichteuklidschen Geometrie verstanden werden, in der der Winkel durch die Rapidität und die Winkelfunktionen durch die Hyperbelfunktionen ersetzt werden. Der Unterschied in einem der Vorzeichen entsteht durch die Lorentzmetrik mit der Signatur (1,-1,-1,-1).
Ebenfalls analog zu einer Drehung bei der Beschreibung durch Rapiditäten ist, dass die Hintereinanderausführung von speziellen Lorentz-Transformationen mit Rapiditäten {\displaystyle \theta _{1}} und {\displaystyle \theta _{2}} als eine einzelne Lorentz-Transformation mit der Summe der Rapiditäten geschrieben werden kann, es gilt also
{\displaystyle \Lambda (\theta _{1},{\vec {e}}_{1})\Lambda (\theta _{2},{\vec {e}}_{1})=\Lambda (\theta _{1}+\theta _{2},{\vec {e}}_{1})},
was eine Folge des relativistischen Additionstheorems für Geschwindigkeiten ist. Dadurch bildet die Menge der speziellen Lorentz-Transformationen entlang einer Koordinatenachse eine Gruppe.
Im Gegensatz zu den Drehungen bildet die Gesamtheit der speziellen Lorentz-Transformationen jedoch keine Untergruppe der Lorentz-Gruppe. Eine Komposition von zwei Boosts entlang zwei verschiedener Achsen kann nicht als Boost entlang einer einzelnen Achse geschrieben werden. Dies kann durch ein simples Beispiel verdeutlicht werden:
{\displaystyle \Lambda (\theta _{1},{\vec {e}}_{1})\Lambda (\theta _{2},{\vec {e}}_{2})={\begin{pmatrix}\cosh \theta _{1}\cosh \theta _{2}&-\sinh \theta _{1}&-\cosh \theta _{1}\sinh \theta _{2}&\\-\sinh \theta _{1}\cosh \theta _{2}&\cosh \theta _{1}&\sinh \theta _{1}\sinh \theta _{2}&\\-\sinh \theta _{2}&&\cosh \theta _{2}&\\&&&1\end{pmatrix}}}
Diese Matrix ist nicht mehr symmetrisch und daher nicht als einzelne spezielle Lorentz-Matrix darstellbar. Die kleinste Gruppe, die alle speziellen Lorentztransformationen enthält, ist die eigentliche orthochrone Lorentz-Gruppe. Sie enthält neben den Lorentz-Boosts die Drehungen.

## Lorentz-Transformation des elektrischen und magnetischen Feldes
Die jeweils dreidimensionalen Vektoren des elektrischen Feldes {\displaystyle {\vec {E}}} und der magnetischen Flussdichte {\displaystyle {\vec {B}}} können nicht in Vierervektoren überführt werden, sondern sind Komponenten des antisymmetrischen elektromagnetischen Feldstärketensors
{\displaystyle F^{\mu \nu }={\begin{pmatrix}0&-E_{1}/c&-E_{2}/c&-E_{3}/c\\E_{1}/c&0&-B_{3}&B_{2}\\E_{2}/c&B_{3}&0&-B_{1}\\E_{3}/c&-B_{2}&B_{1}&0\end{pmatrix}}}
und transformieren daher nichttrivial wie folgt:
{\displaystyle {\begin{aligned}&{\vec {E}}'=\gamma \left({\vec {E}}+{\vec {v}}\times {\vec {B}}\right)+(1-\gamma ){\frac {{\vec {E}}\cdot {\vec {v}}}{v^{2}}}{\vec {v}}\\&{\vec {B}}'=\gamma \left({\vec {B}}-{\frac {1}{c^{2}}}{\vec {v}}\times {\vec {E}}\right)+(1-\gamma ){\frac {{\vec {B}}\cdot {\vec {v}}}{v^{2}}}{\vec {v}}\end{aligned}}}
Die Umkehr-Transformation findet sich durch umgekehrtes Anwenden der Lorentz-Matrix (Matrix-Inversion) was in der Struktur der vorherigen Gleichung zwei Vorzeichenwechsel zur Folge hat. Dieser Vorzeichenwechsel geht mit der Tatsache einher, dass {\displaystyle {\vec {v}}'=-{\vec {v}}} gilt. Die Hin- und Rücktransformation haben also die gleiche Form:
{\displaystyle {\begin{aligned}&{\vec {E}}=\gamma \left({\vec {E}}'-{\vec {v}}\times {\vec {B}}'\right)+(1-\gamma ){\frac {{\vec {E}}'\cdot {\vec {v}}}{v^{2}}}{\vec {v}}\\&{\vec {B}}=\gamma \left({\vec {B}}'+{\frac {1}{c^{2}}}{\vec {v}}\times {\vec {E}}'\right)+(1-\gamma ){\frac {{\vec {B}}'\cdot {\vec {v}}}{v^{2}}}{\vec {v}}\end{aligned}}}
Bereits bei geringen Geschwindigkeiten in der Galilei-Näherung treten Effekte auf, die nur durch die Lorentz-Transformation erklärt werden können, denn es gilt dann:
{\displaystyle {\begin{aligned}&{\vec {E}}'\approx {\vec {E}}+{\vec {v}}\times {\vec {B}}\\&{\vec {B}}'\approx {\vec {B}}-{\frac {1}{c^{2}}}{\vec {v}}\times {\vec {E}}\end{aligned}}}
Dieses nichttriviale Transformationsverhalten lässt sich dadurch erklären, dass Beobachter in verschiedenen Systemen gänzlich andere Beobachtungen machen: In einem System mit einer ruhenden elektrischen Ladung fließt kein Strom, sodass der Beobachter nur ein elektrisches Feld wahrnimmt. In einem relativ dazu bewegten Bezugssystem fließt ein Strom, sodass ein Beobachter neben einem elektrischen Feld ein Magnetfeld wahrnimmt.
Die Transformationseigenschaft des elektrischen Feldes führt zum Auftreten der Lorentz-Kraft: In einem System mit einer ruhenden Ladung wirkt auf eine Probeladung {\displaystyle q} im elektrischen Feld die Kraft
{\displaystyle {\vec {F}}=q{\vec {E}}}
Die Kraft auf eine bewegte Ladung kann alternativ als Kraft auf eine ruhende Ladung in einem bewegten Bezugssystem geschrieben werden. Dann gilt
{\displaystyle {\vec {F}}'=q{\vec {E}}+q{\vec {v}}\times {\vec {B}}}
mit der Lorentz-Kraft {\displaystyle {\vec {F}}_{\text{L}}=q{\vec {v}}\times {\vec {B}}}.